# Couvent des Jacobins de Toulouse
Le couvent des Jacobins de Toulouse est un édifice religieux situé dans le centre de la ville de Toulouse, en France, à mi-chemin entre le Capitole et la Garonne, juste à côté du lycée Pierre-de-Fermat.  
Il est constitué d'une église dite « église des Jacobins », d'un cloître, d'une salle capitulaire, d'un réfectoire et d'une chapelle, la chapelle Saint-Antonin. Il est parfois appelé « ensemble conventuel des Jacobins », appellation qui est aujourd'hui abandonnée. Il a été construit par l'ordre des Prêcheurs, un ordre mendiant dont la branche masculine a été fondée en 1215 à Toulouse par Dominique de Guzmán, futur saint Dominique, afin de promouvoir la prédication de l'Évangile et lutter contre l'hérésie cathare. 
Le fait que l'ordre dominicain soit né à Toulouse vaut au couvent toulousain d'être parfois considéré comme l'église-mère de l'ordre, bien qu'il ne soit pas le premier couvent construit par l'ordre et bien que d'autres églises revendiquent également ce titre (notamment l'église Sainte Sabine de Rome).
Ces bâtiments entièrement faits de brique sont considérés comme des joyaux de l'art gothique languedocien en matière de construction monastique des XIIIe siècle et XIVe siècle.
Dès le deuxième quart du XIIIe siècle, les Frères prêcheurs ont été appelés Dominicains et aussi Jacobins, en référence à l'église dédiée à saint Jacques donnée aux dominicains lors de leur installation à Paris en 1217 à l'emplacement du couvent  du  même nom, au haut de la rue Saint-Jacques (détruit au XIXe siècle).
L'église abrite depuis 1369 les reliques (reliques de premier ordre) de saint Thomas d'Aquin, auquel elle est consacrée. C'est également dans ces bâtiments qu'a été établie pendant plusieurs siècles l'ancienne université de Toulouse depuis sa fondation en 1229 jusqu'à sa suppression à la Révolution française.

## Histoire

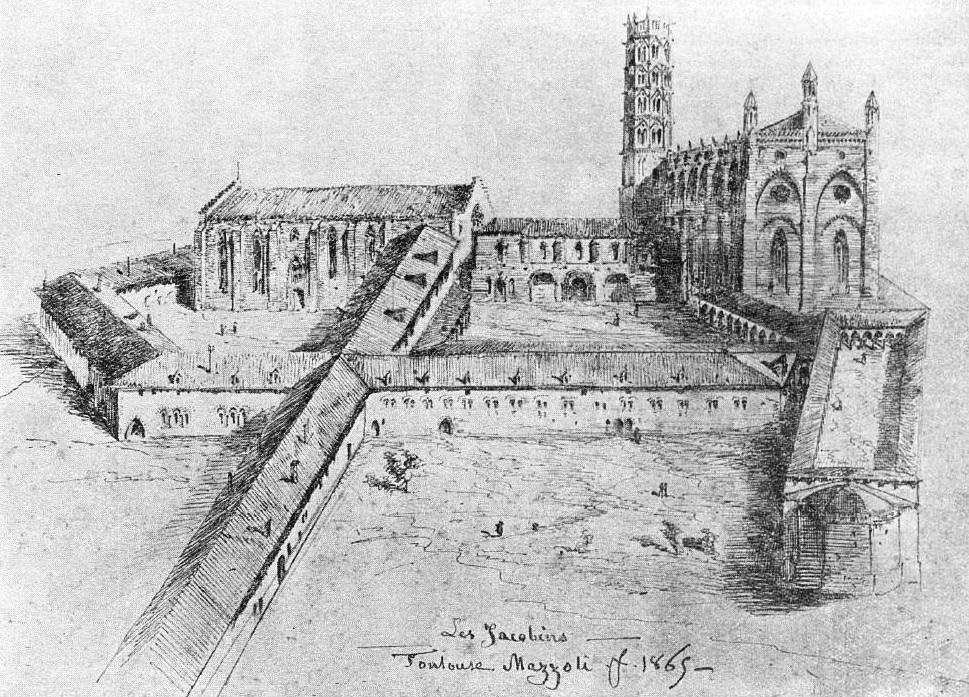
Le quartier des Jacobins, vu par Mazzoli (1865).

Le couvent a été construit en quatre fois sur des terrains acquis en 1229 sur la partie nord du vieux rempart romain, avec de l'argent donné par un riche capitoul, Pons de Capdenier.
La première campagne de construction a débuté en 1230 et consistait à construire une église de plan rectangulaire, aux murs de briques, au chevet plat et couverte d'une charpente. La nef des Jacobins est déjà divisée en deux par une ligne de cinq piliers avec soubassements carrés. Ainsi, la partie nord était destinée aux religieux tandis que la partie sud était destinée aux laïcs assistant aux offices.
Cette église, lieu de prédication, développe un plan simple en rapport avec l'idéal de pauvreté qui caractérise les Mendiants. Dépourvue de transept, elle présente un volume associant chœur et nef. Totalement accessible aux fidèles, la nef est de type église-halle et elle est pauvre en décor.
La deuxième campagne d'agrandissement a duré de 1245 à 1252 et a permis d'allonger l'église vers l'est, où un nouveau chœur est aménagé avec des chapelles funéraires.
La troisième campagne (de 1275 à 1292 essentiellement, jusqu'à 1315 marginalement) a été particulièrement importante, dotant l'église d'une abside dont les voûtes gothiques à croisées d'ogives culminant à 28 mètres sont soutenues par trois colonnes élevées dans l'axe est-ouest des piliers existants. Jaillissant du sommet de la colonne orientale, 22 nervures composent un gigantesque palmier minéral à la ramure géométrique. Prouesse architecturale unique, l'histoire n'a pas conservé le nom de son architecte. Le 2 février 1292 une messe inaugurale célébrée par Bertrand de Montaigu, abbé de Moissac, marque symboliquement la fin des travaux. Le clocher est terminé en 1298 et abrite la cloche de l'Université, sa tour de 45 mètres de hauteur supporte alors une flèche de plan octogonal qui sera détruite pendant la Révolution.
La dernière campagne de construction date du XIVe siècle et permet d'enlever le contraste entre le palmier de l'abside et la nef charpentée. La double nef est reconstruite sur l'exemple de l'abside grâce aux financements du cardinal Guillaume-Pierre Godin.
Depuis 1369, on y vénère les reliques de saint Thomas d'Aquin attribuées par le pape Urbain V. En 1385, l'église est enfin terminée et consacrée sous le nom d'église Saint-Thomas-d'Aquin. En 1791, lorsque les dominicains durent partir, celles-ci furent transportées à Saint-Sernin, mais elles ont récemment regagné leur place en 1974, à la faveur du septième centenaire de la mort du saint homme.
Le couvent des Jacobins, abandonné par les dominicains avec l'interdiction de leur ordre sous la Révolution française, est confisqué comme bien national et utilisé comme caserne et comme dépôt.
Une partie est attribuée à la ville de Toulouse en 1810, mais l’autre continue d’héberger une armée de chevaux, et plus de 5 000 mètres cubes de terre afin d’en surélever le sol. Les chapelles latérales sont légèrement endommagées pour agrandir les lieux. L’église devient une vaste écurie tandis que la chapelle Saint-Antonin devient une infirmerie vétérinaire. Enfin le cloître est démoli aux trois-quarts pour améliorer le passage des chevaux. En 1865, le monument fut échangé à la ville de Toulouse contre des terrains où des casernes furent construites et l’armée quitte les lieux. C’est le lycée Pierre-de-Fermat qui récupère les bâtiments, car il est alors fort à l'étroit, partageant ses locaux avec la bibliothèque de Toulouse.
En 1832, la famille Cavailhé représentée par Marie Cavailhé présidente du cercle catholique toulousain finance les rénovations du couvent.
En octobre 1908, le réfectoire du couvent abrite le 5e congrès de la SFIO.
Pendant la Première Guerre mondiale, le couvent des Jacobins de Toulouse sert de lieu de refuge aux collections nationales et à certaines collections municipales. Le dépôt est placé sous la garde de Paul Jamot, conservateur adjoint au département des Antiquités orientales et de la céramique antique au musée du Louvre, et de Pol Louis Neveux, inspecteur général des bibliothèques. Tout au long du conflit, Paul Jamot s’est attaché à dépeindre l’église des Jacobins et les wagons de stockage des œuvres que celle-ci abritait, en parvenant à allier à la documentation historique un témoignage sensible et une part de symbolisme.
L’ensemble des Jacobins a bénéficié d’une restauration commencée en 1920 et qui s'est étendue jusqu'au début du XXIe siècle. Alors que les bâtiments menaçaient de tomber en ruine, leur sauvetage doit beaucoup au dévouement de Maurice Prin, qui passa l'essentiel de sa vie, plus de 60 ans, au chevet de la réhabilitation du couvent. Au départ simple amateur il sera plus tard nommé Conservateur honoraire du monument.
En 2016, à l'occasion des 800 ans des dominicains, la chapelle Saint-Antonin du couvent des Jacobins accueille l'exposition « Trajectoires Dominicaines » afin de renouer avec les racines médiévales de cet Ordre né à Toulouse.

## Description

### L'église des Jacobins

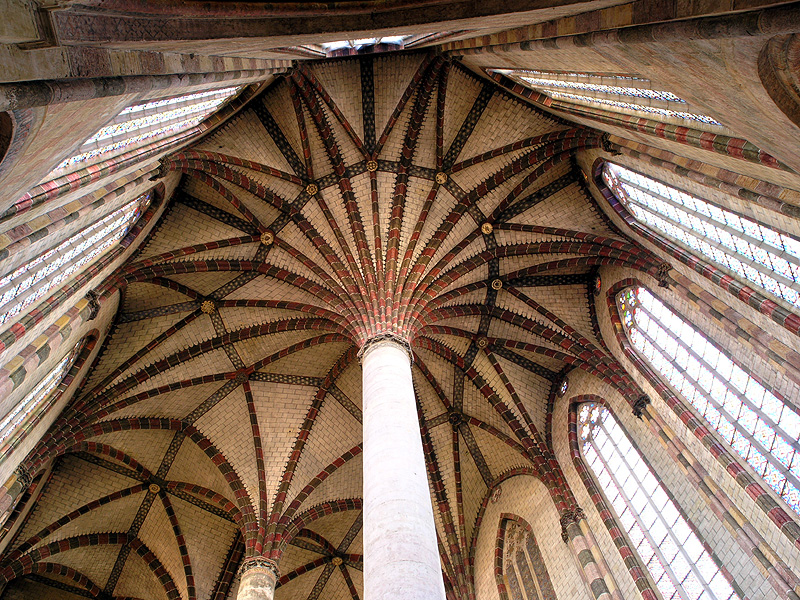
Palmier des Jacobins.

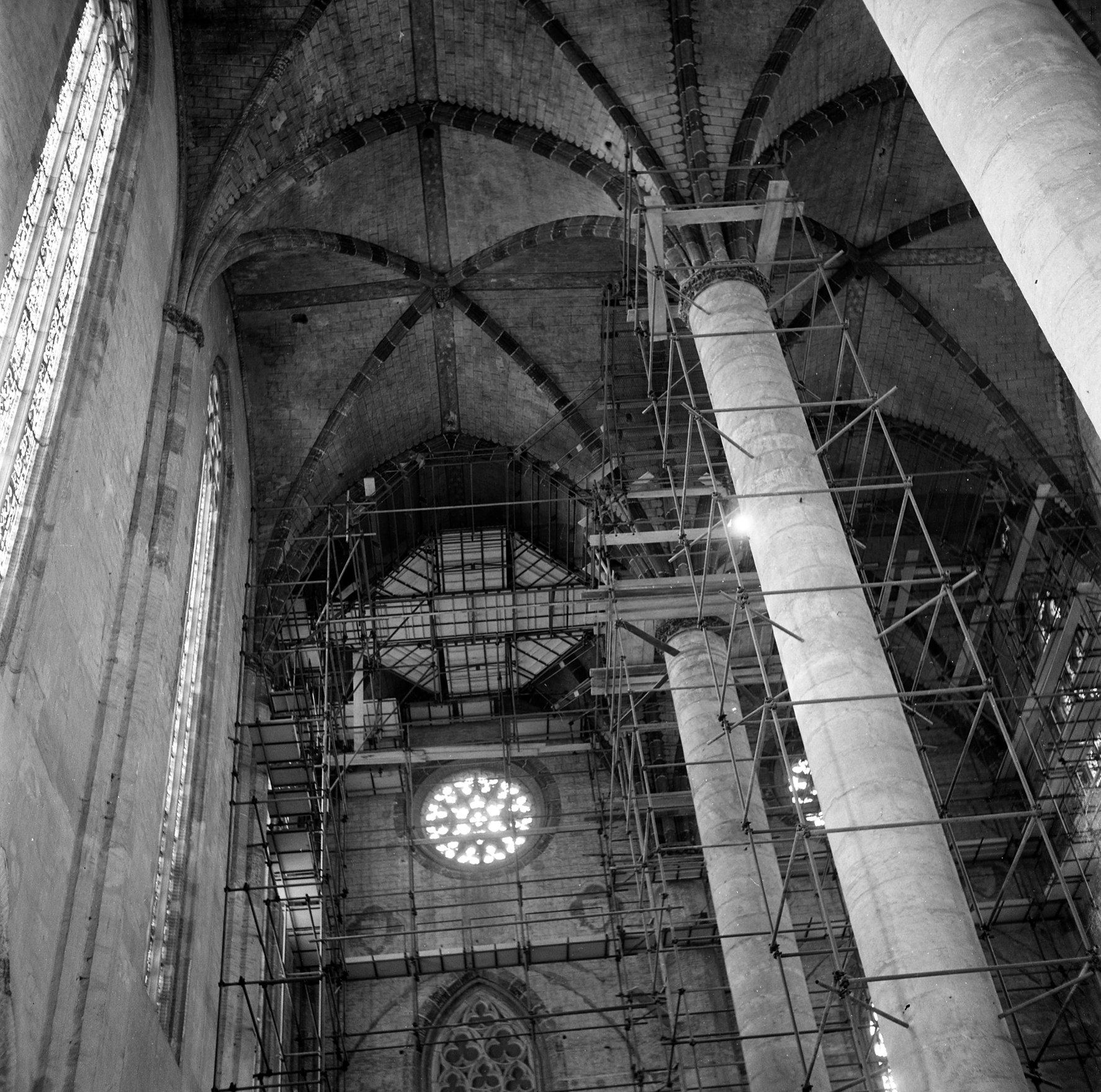
Rénovation des Jacobins, 1964. Photographie d'André Cros, Archives de Toulouse.

L'église fut considérée comme la plus belle église dominicaine de l'Europe chrétienne. Elle mesure 80 mètres de long sur 20 mètres de largeur créant un volume intérieur impressionnant. Les piles en pierre de moulin sont hautes de 22 mètres. Le « palmier » est un chef-d'œuvre unique au monde s'élevant à 28 mètres de hauteur. Cependant, à l'origine, l'édifice est sobre, dans la lignée de l'idéal de pauvreté de l'ordre mendiant des Frères prêcheurs. Moitié moins haut et long que l'église actuelle, il sera allongé au milieu du 13e siècle, et le chœur sera rehaussé à la fin de ce même siècle (grâce à la solution technique que représente ledit palmier). Suivra le rehaussement de la nef au milieu du 14e siècle.

L'extérieur du bâtiment a une apparence stricte  et très imposante. Les murs sont hauts et droits avec de puissants arcs brisés en surplomb et avec des flancs armés de hauts contreforts à ressauts. Seule une porte et quelques gargouilles ornent les façades de l'édifice. À l'ouest, seul un portail en plein cintre de 1234 rompt l'aspect strict de la façade.

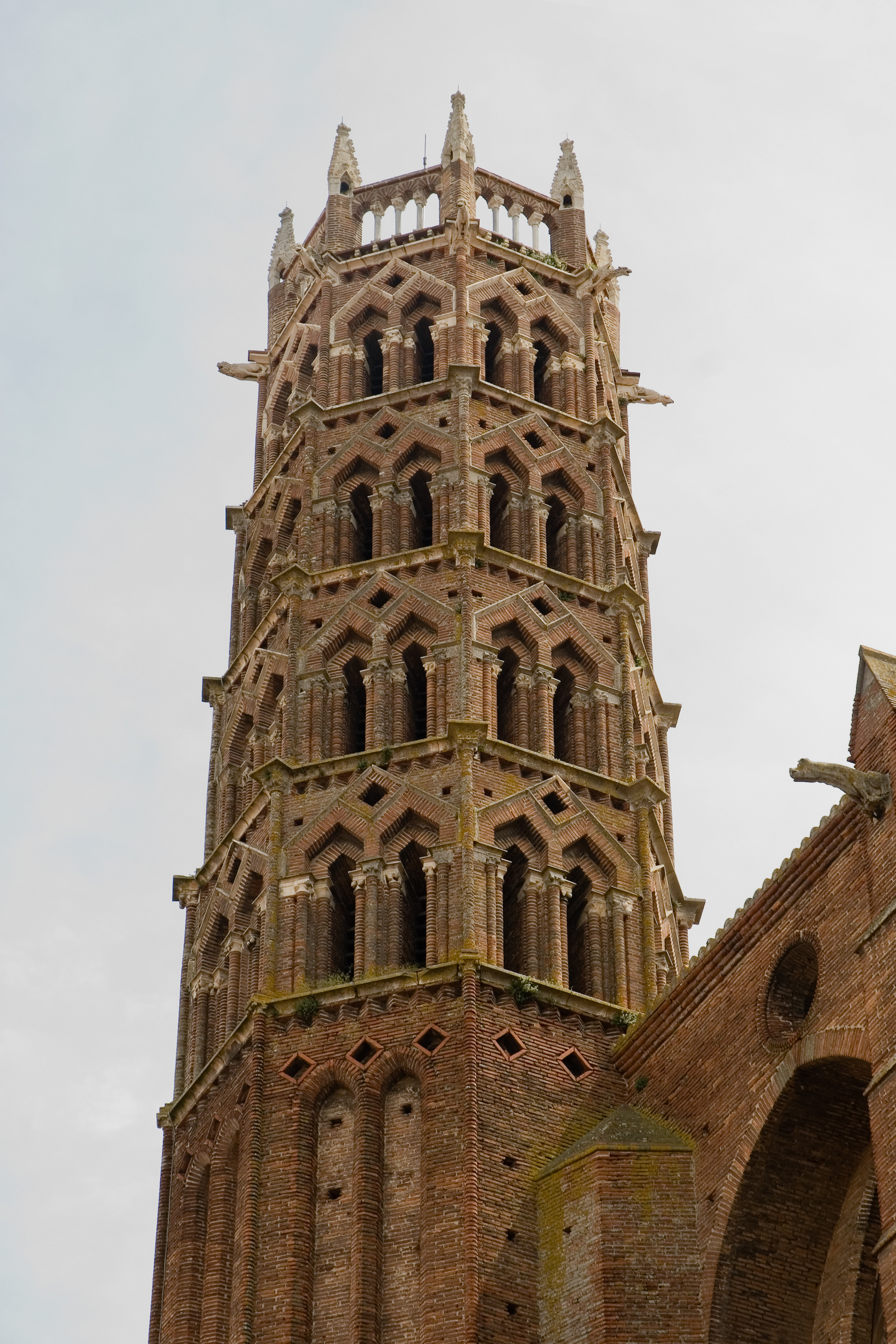
Tour du couvent vue depuis le cloitre.

L'intérieur est peint de décor polychrome avec çà et là des croix de Toulouse. Des vitraux inspirés des roses occidentales du XIVe siècle ont été réalisés par Max Ingrand en 1955. L'installation lumineuse Mesure de la lumière de l'artiste Sarkis Zabunyan, initialement créée dans le cadre du Printemps de Septembre 2018, y est maintenue de façon pérenne.
L'église a été consacrée plusieurs fois, notamment le 22 octobre 1385, et au retour des reliques de saint Thomas d'Aquin.

### Le clocher
Le clocher repose sur le flanc nord de l'église et mesure 45 mètres de haut. Il a été construit entre 1275 et 1298 de façon similaire à celui de la basilique Saint-Sernin toute proche. C'est un clocher octogonal de quatre étages en retrait percés de baies géminées couvertes d'arc en mitre. Sa flèche originale a été détruite à la Révolution.

### Le cloître

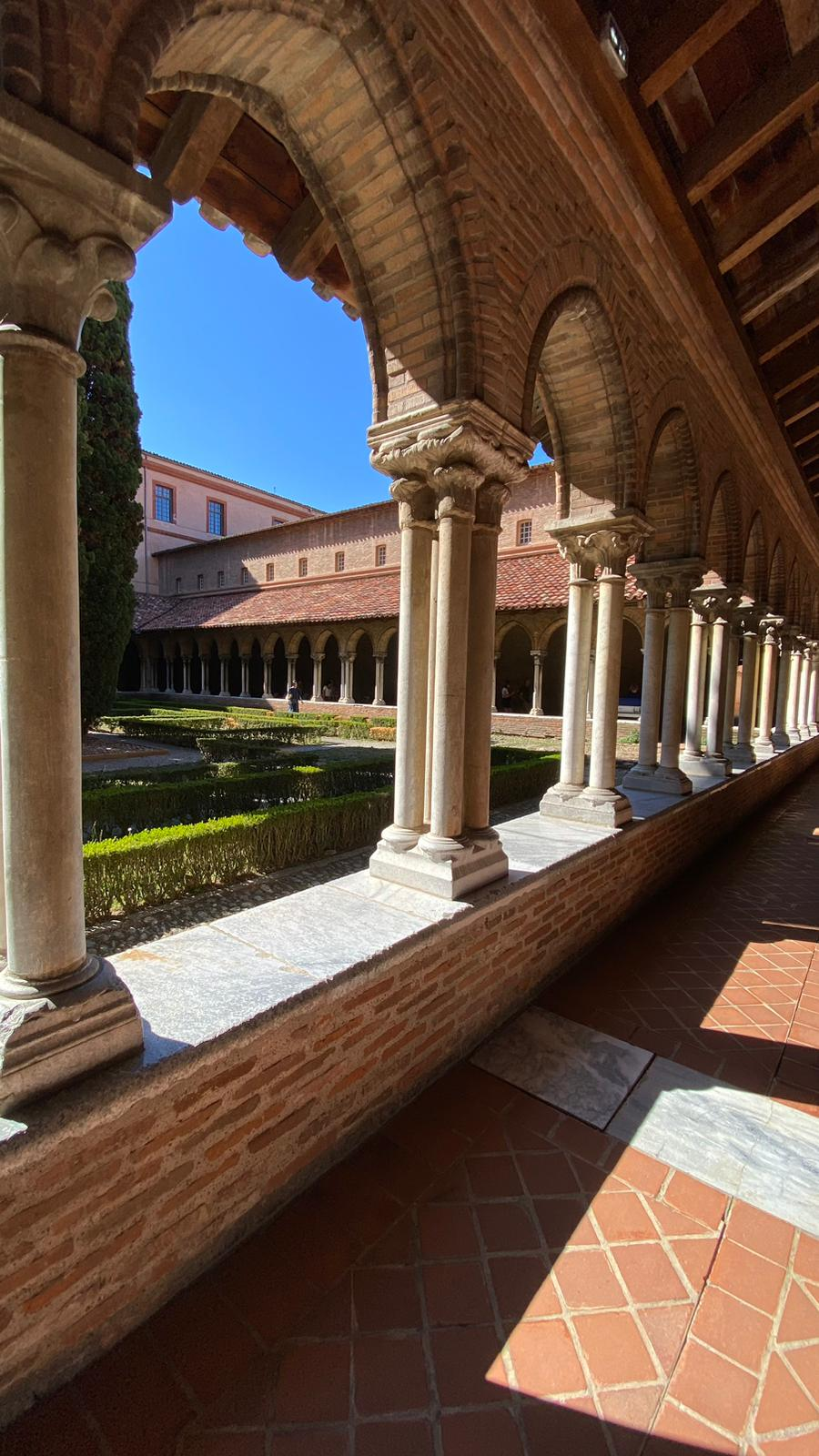
Cloître des Jacobins

Le cloître est formé de quatre galeries construites entre 1306 et 1309. Les colonnades sont en marbre gris de Saint-Béat et les chapiteaux sont ornés de sculptures végétales. Elles soutiennent un toit en appentis reposant sur des arcs de briques, eux-mêmes reposant sur les chapiteaux.

### La salle capitulaire
La salle capitulaire datant d'entre 1299 et 1301 est située dans la galerie occidentale du cloître. C'est une vaste salle dont la voûte repose sur deux fines colonnes prismatiques en marbre.

### Le réfectoire
Le réfectoire est situé dans le prolongement de la galerie orientale du cloître. C'est une vaste salle avec des arcs diaphragmes portant une charpente lambrissée. Il mesure 17 m de hauteur et est l'un des plus vastes réfectoires monastiques de l'époque médiévale. Il accueille aujourd'hui des expositions temporaires.

### La chapelle Saint-Antonin

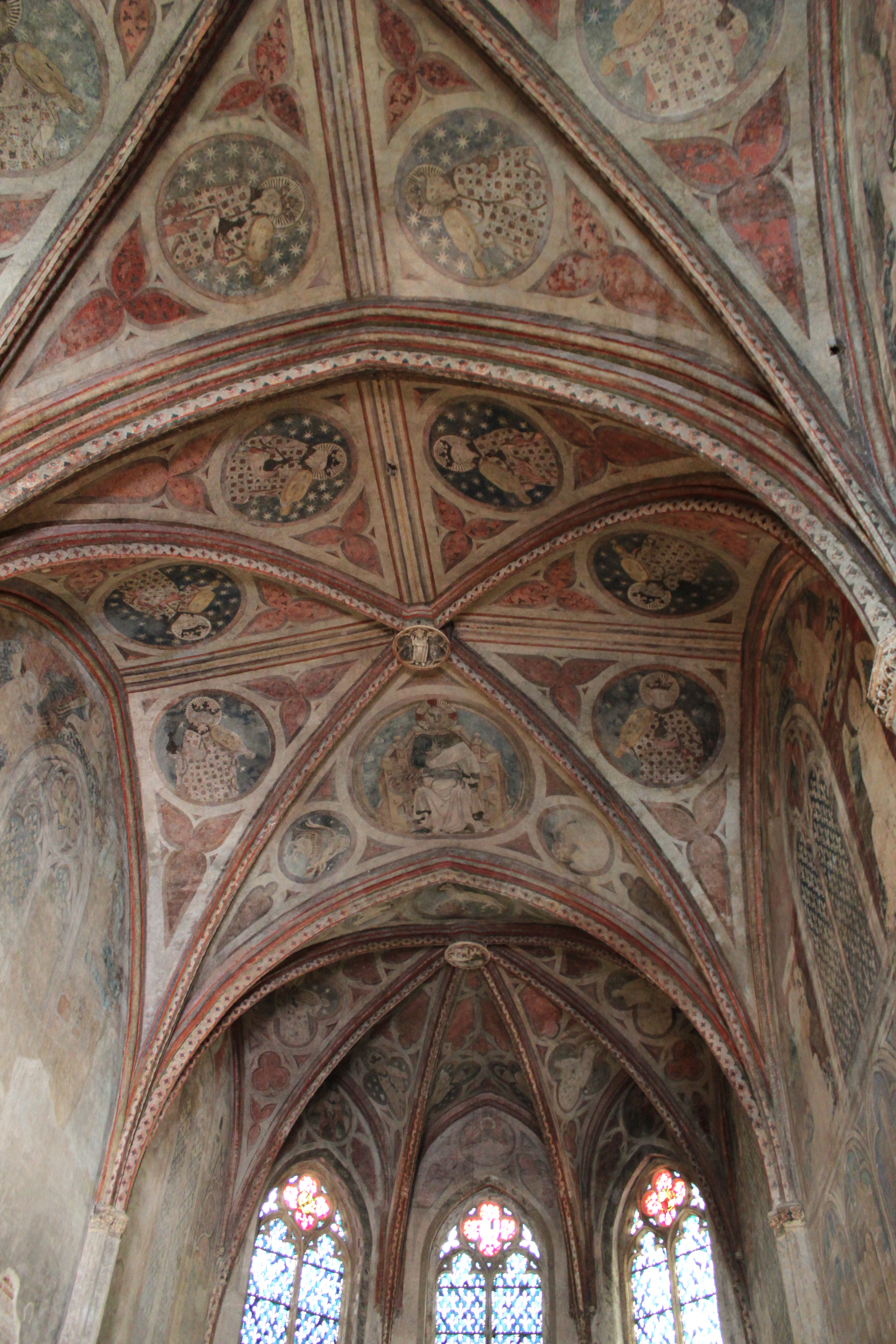
Chapelle Saint Antonin

La chapelle Saint-Antonin est située entre le réfectoire et la salle capitulaire. Elle est construite et décorée entre 1335 et 1341 aux frais de Dominique Grima, frère prêcheur et évêque de Pamiers. Elle est destinée à recevoir les tombes des chanoines et la dépouille de son fondateur.
Son décor est peint à la détrempe et représente la deuxième vision de l'Apocalypse. Près des fausses fenêtres à fleurs de lis blanches sur fond bleu, on retrouve des anges avec une série d'instruments, parmi lesquels une viole, une cornemuse, une harpe, un orgue portatif, un double bourdon et un psaltérion. Les murs présentent des peintures de la vie de saint Antonin, patron de la cathédrale de Pamiers.

## Citations, représentations
- D'après le frère Raymond Hugues qui a écrit l'Histoire de la translation du corps de saint Thomas, le pape Urbain V, ancien étudiant de l'Université de Toulouse, aurait eu ces mots justifiant sa décision de transférer en l'an 1369 les reliques de Thomas d'Aquin dans cette église : « De même que l'illustre saint docteur brille entre tous les autres par la beauté de son style et de ses sentences, de même l'église de Toulouse est la plus belle parmi toutes celles des Frères Prêcheurs. » On prête également au pape l'intention d'avoir voulu dédommager Toulouse, berceau de l'ordre dominicain, de n'avoir pu obtenir les reliques de saint Dominique conservées à Bologne. Cette distinction considérable qu'était la possession de si prestigieuses reliques n'alla pas sans lutte d'influence : le couvent dominicain de Paris les réclama également car Thomas d'Aquin y avait étudié et enseigné, alors que les moines de l'abbaye cistercienne de Fossanova, en Italie, où il était mort en 1274 et où elles étaient depuis lors conservées, renâclèrent à s'en défaire.

- En 1845 Prosper Mérimée, alors en tournée en tant qu'inspecteur général des monuments historiques pour tenter de sauver les monuments menacés, s'extasiait et s'alarmait à la fois : « Je viens de voir pour la première fois l'église des Dominicains dans laquelle je n'avais jamais pu pénétrer. C'est admirable. Une église immense à deux nefs séparées par d'immenses piliers d'une hauteur et d'une légèreté inouïe ; une salle capitulaire encore plus hardie et plus élégante ; un grand cloître avec colonnes en marbre, des voûtes peintes, nombre de chapelles avec des compositions à fresque très curieuses, tout un système de construction en briques très original, voilà ce que j'ai vu, plus de 500 chevaux mangeant leur avoine et autant de canonniers dessinant ce que je n'ose dire. Malgré les chevaux et les hommes, toute l'église est encore d'une admirable conservation. »[14]
- En 1865, alors qu'il effectue un voyage dans le sud-ouest de la France, Hippolyte Taine est impressionné par l'édifice : « L’église est un chef-d’œuvre du style le plus original. Elle est divisée en deux nefs par une file de colonnes rondes d’une énorme hauteur, sortes de troncs de palmiers dont la tête s’épanouit en un bouquet de nervures. Sur cet appui si frêle porte toute la voûte. La dernière colonne lance sa gerbe de vingt-trois arceaux de façon à porter tout le chevet. Si hautes, si droites, si blanches avec cette gerbe couronnante d’arceaux noirâtres qui vont se perdant dans la blancheur des murs, ces colonnes semblent l’illumination d’un feu d’artifice ou le jaillissement continu d’un jet d’eau. On ne peut rien imaginer de plus élégant que leurs courbes ou de plus riche que leurs faisceaux. Quand on aura enlevé le plancher qui coupe la salle au premier étage, on aura probablement le plus beau vaisseau gothique de France »[15].
- En 1868, Viollet-le-Duc décrit l'édifice comme étant « Un des plus beaux exemples de construction du moyen âge, en brique »[16].

- En 1951 Paul Claudel, subjugué par le fameux palmier, le définissait ainsi : « Un pilier unique d’où s’échappe de tous côtés un torrent de nervures, une chevelure de directions, une ascension de palmes, qui ne s’élèvent que pour retomber circulairement, comme succombant au fruit. »

- En 1957 Salvador Dalí s'inspira du palmier des Jacobins pour son tableau Santiago El Grande. Cela occasionna une fâcherie avec son ami le photographe toulousain Jean Dieuzaide, car Dali ne voulut jamais reconnaître qu'il s'était inspiré d'une photo que celui-ci lui avait montrée.

## Le mausolée disparu de saint Thomas d’Aquin[17]

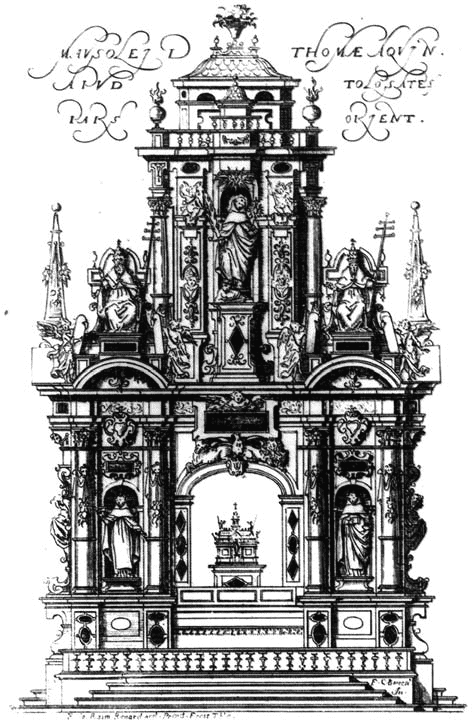
Gravure du mausolée de saint Thomas d'Aquin au XVIIe siècle.

Lors de la première moitié du XVIIe siècle, une époque marquée par la Contre-Réforme, fut édifié le mausolée de saint Thomas d’Aquin. Un monument démantelé à la Révolution française et dont il ne nous reste que des gravures pour nous le représenter.
Il était construit en pierre, rehaussé de marbres polychromes et de bois doré, orné de colonnes, d’obélisques, et de nombreuses statues. Bâti sur l’emplacement de l’ancien tombeau gothique, il reposait sur un podium rectangulaire de quinze pieds (4,86 m) sur trente (9,72 m), et montait à la hauteur de soixante pieds (19,44 m). Ces dimensions, voulues en progression géométrique, soulignaient l’élévation du mausolée qui occupait une place importante dans l’église. Implanté sur la cinquième travée du vaisseau nord, dont il occupait pratiquement toute la largeur et en barrait la vue, il assurait la clôture du chœur des religieux par un retable surmontant le maître-autel consacré à la Vierge. Au revers, la face orientale du monument, accessible aux fidèles, offrait un aspect semblable, sauf pour l’iconographie, car son autel était dédié à saint Thomas d’Aquin.
Quand ils découvrirent le monument en juin 1628, les contemporains furent saisis par ses imposantes dimensions, la richesse de ses matériaux et l’ingéniosité de son plan. Vers 1638, Léon Godefroy s’extasiait devant le « très grand et très hault mausolée composé de marbre, pierre et bois, le tout avec tant d’artifice et d’excellence qu’on le nomme pour le plus beau qui se voye en France ». De passage à Toulouse, vers les années 1644-1646, le strasbourgeois Élie Brackenhoffer émit un avis plus réservé : « Ici l’autel est magnifique, doré, somptueusement orné de sculptures et de colonnes de marbre, mais il déshonore passablement l’église, parce qu’il en occupe presque le milieu, ce qui est contraire aux règles de l’architecture ».

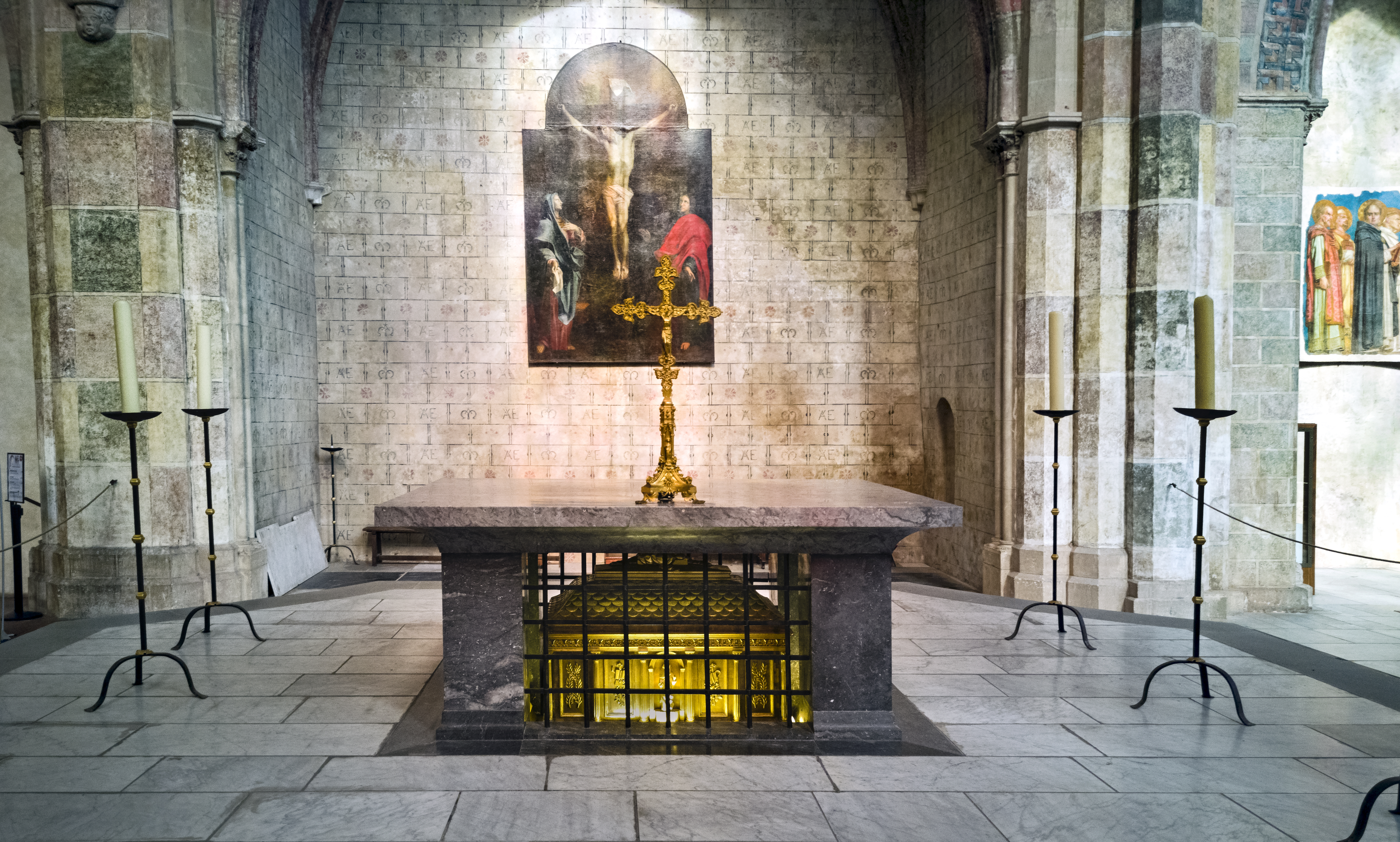
Châsse contenant les restes de Thomas d'Aquin dans l'église des Jacobins, de nos jours.

Au siècle suivant, deux bénédictins, dom Edmond Martène et dom Ursin Durand, qui visitèrent l’église en 1708-1709, estimèrent que « le tombeau de Saint Thomas d’Aquin en fait le plus bel ornement. Il est disposé de telle sorte que quatre prêtres y peuvent dire la messe devant les reliques du saint qui y sont conservées dans une grande châsse de vermeil, dont le travail surpasse la matière… ». Quelques années plus tard (1730), le P. Jean Baptiste Labat, O.P., déclarait que « ce qu’il y a de plus beau, c’est le mausolée de saint Thomas d’Aquin… Ce morceau d’architecture est de marbre de Languedoc très proprement mis en œuvre », mais il le trouvait « un peu trop chargé d'ornements ».
Après la chute de l’Ancien Régime, et l’expulsion des Dominicains, le mausolée fut dépecé. Si ses colonnes de marbre purent être sauvées et réemployées dans l’église des Chartreux, à la tribune de l’orgue provenant du couvent, en revanche ses statues et les tableaux de Nicolas Tournier ont disparu.
De nos jours, quand on travaillait au dallage de l’édifice, on eût pu se borner à rappeler le souvenir du mausolée, en indiquant au sol son emplacement, comme il fut fait pour les piliers de la première église, révélés par les fouilles. Mais l’occasion de mieux faire se présenta quand il fut décidé de rapatrier aux Jacobins les reliques de Thomas d'Aquin pour la célébration du sixième centenaire de sa mort (1974). C’est en prévision de ce retour, qui coïncidait avec l’achèvement de la restauration de l’église, que l’architecte en chef des monuments historiques Yves Boiret donna le dessin du nouvel autel majeur où fut déposée solennellement à son emplacement d’origine la châsse de saint Thomas d’Aquin.

## Galerie de photos

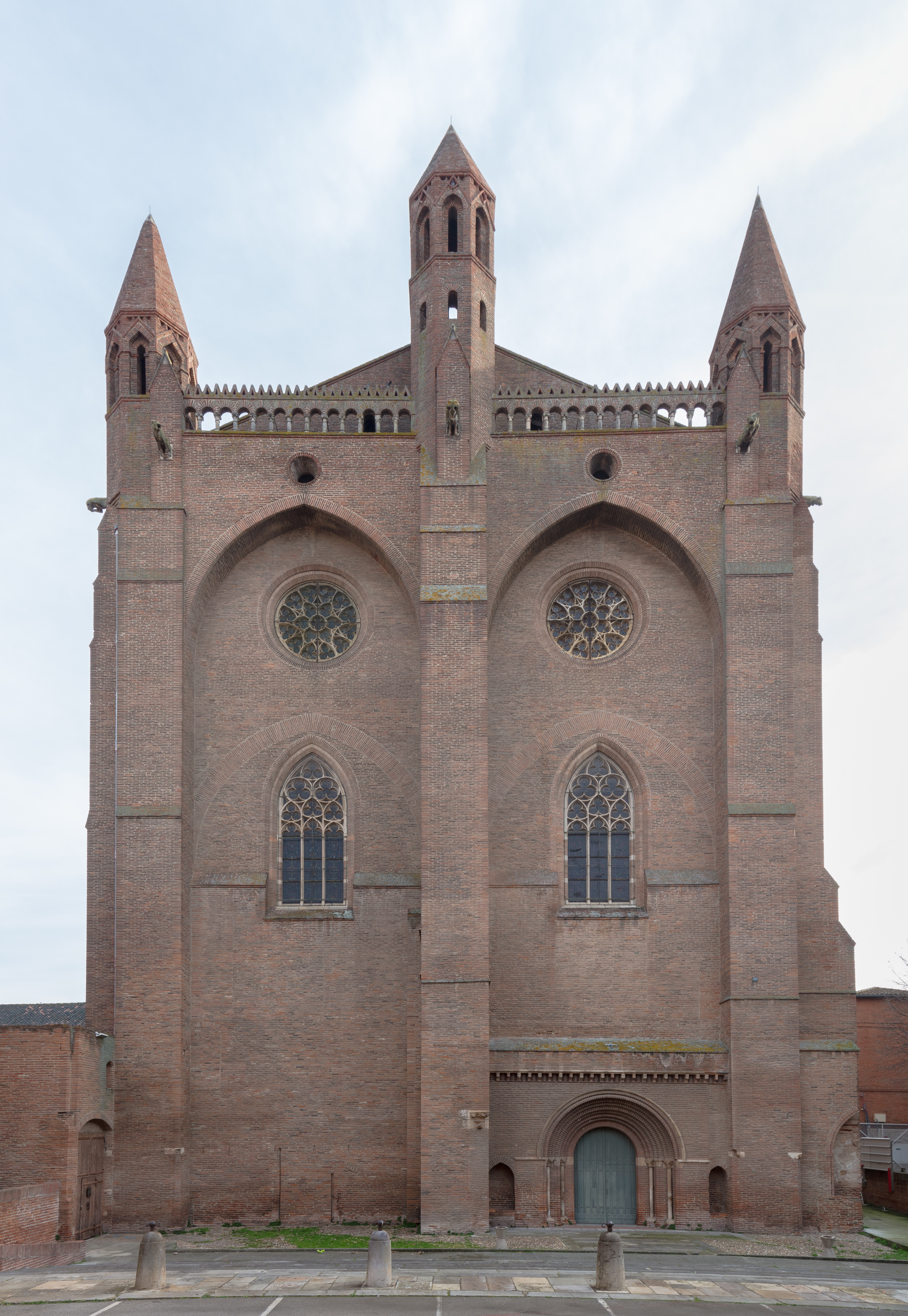
Architecture de style Gothique méridional (XIIIe siècle).
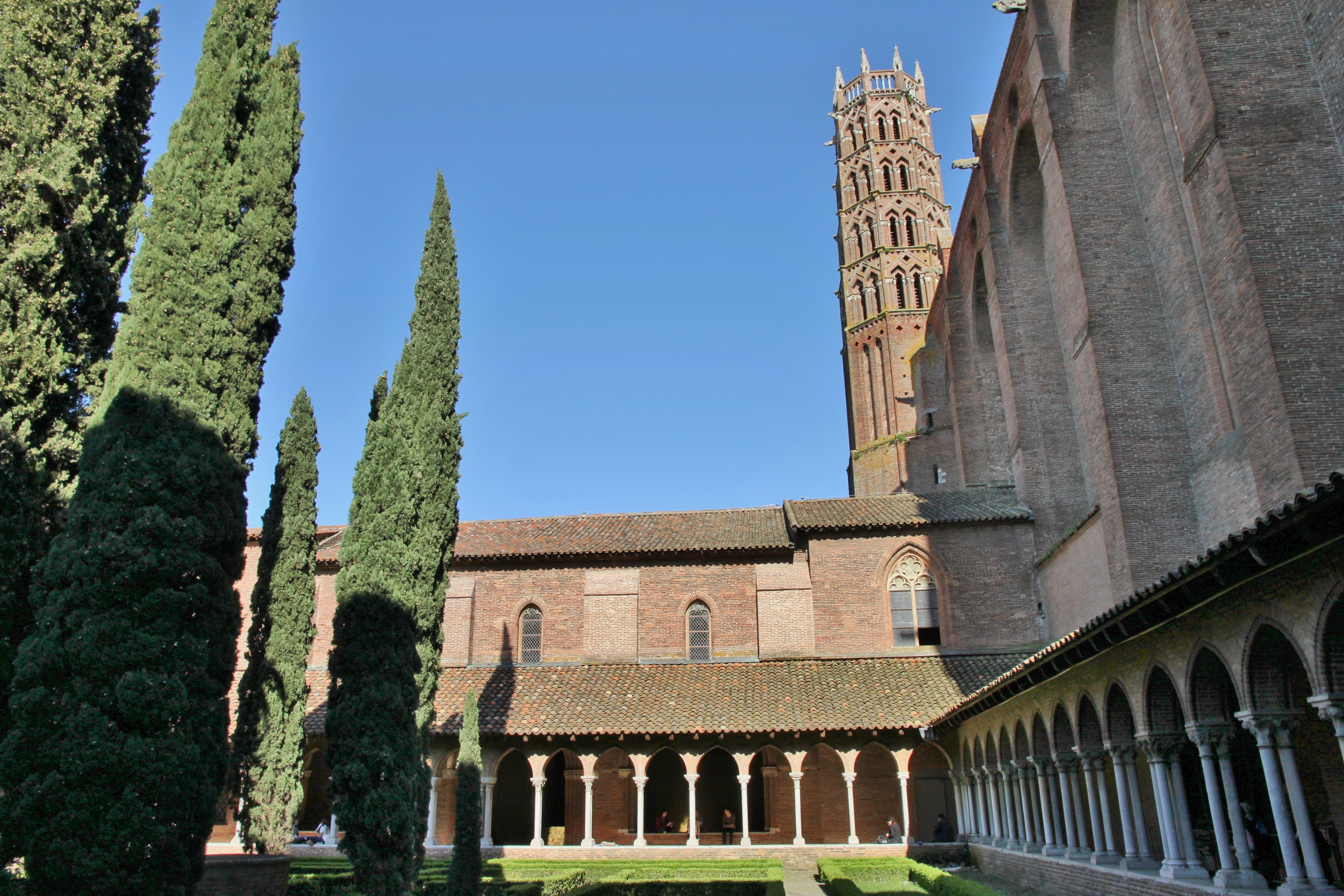
Le cloître (XIVe siècle) et le clocher (XIIIe siècle).
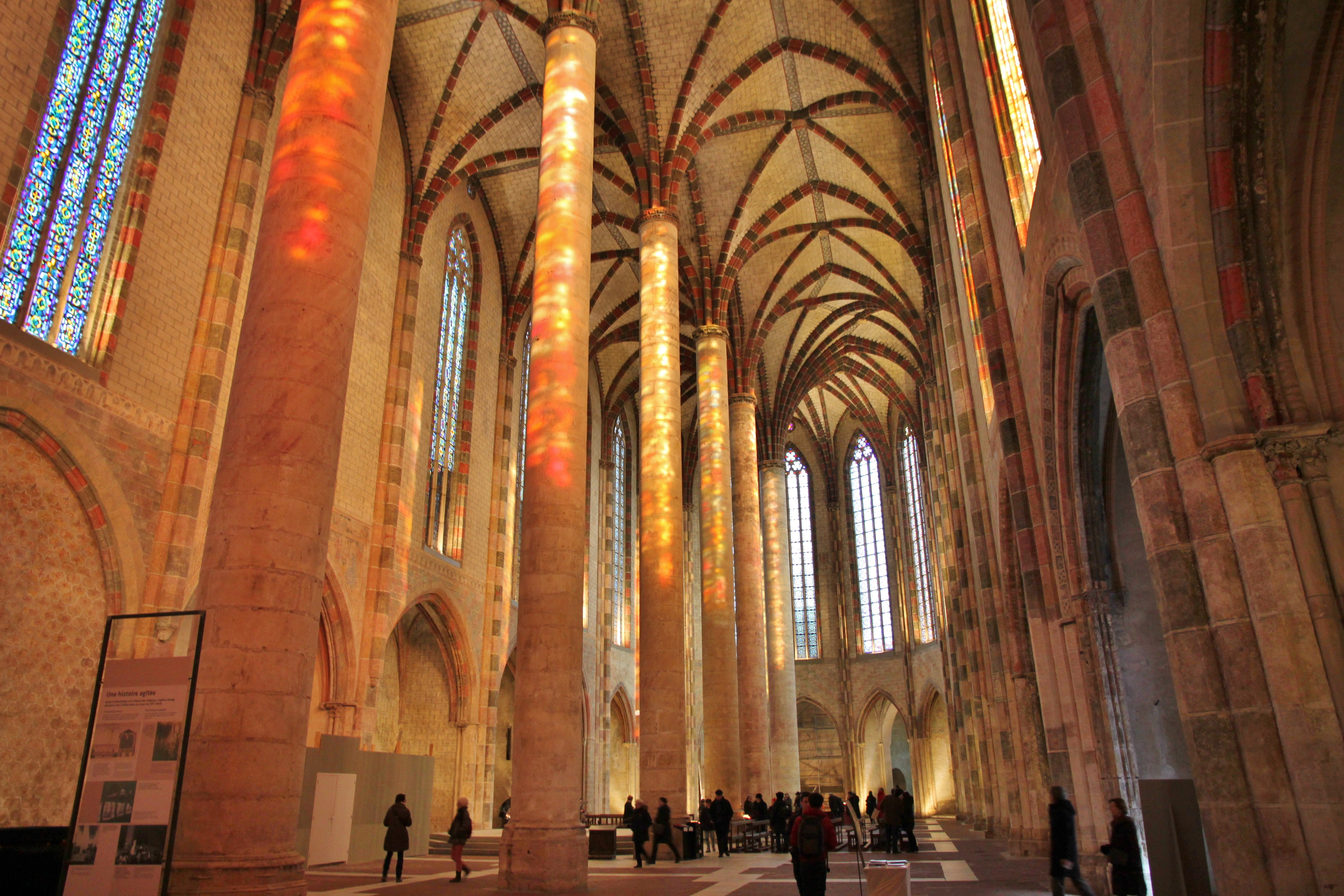
La nef et ses colonnes (XIIIe siècle).
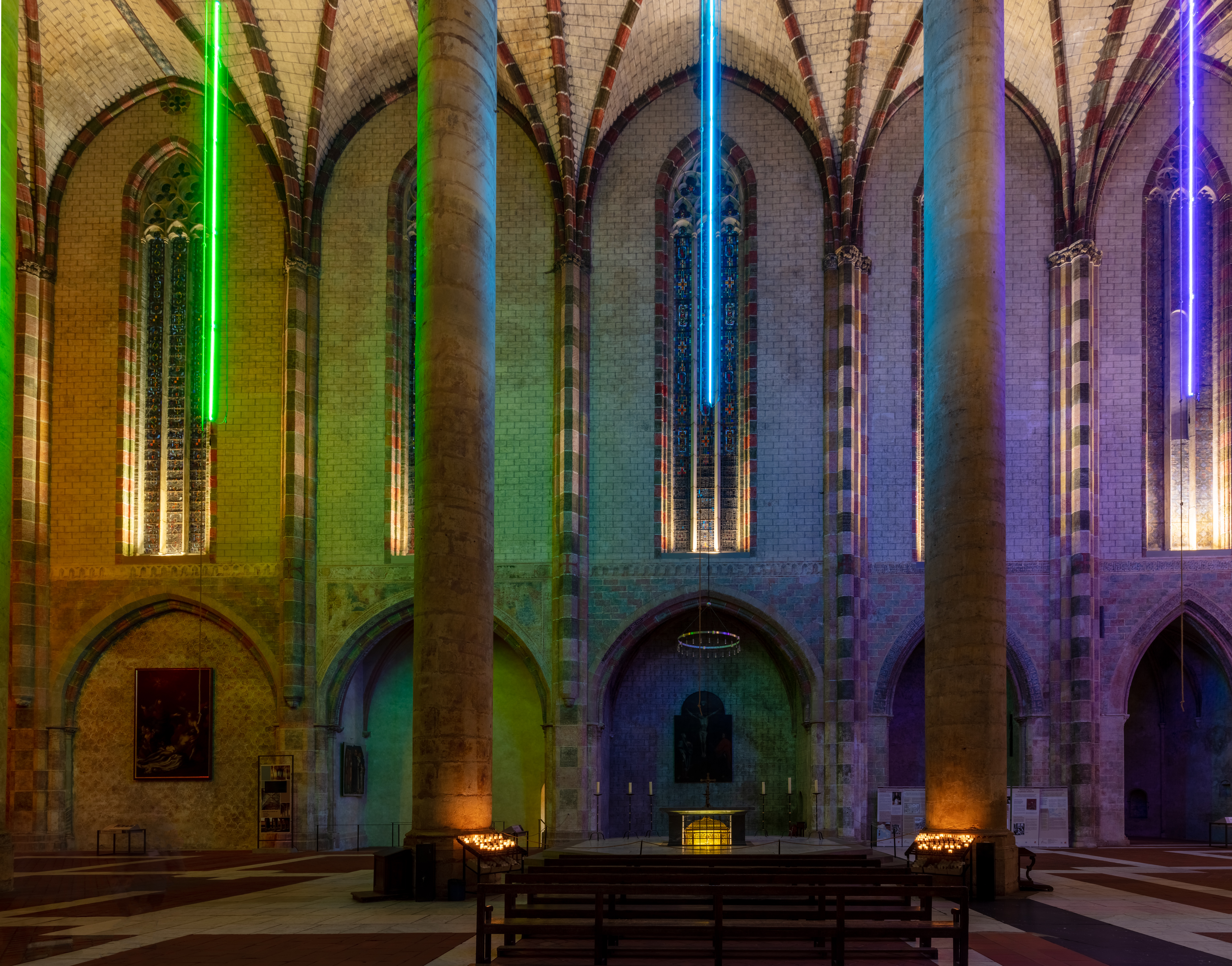
Les colonnes.
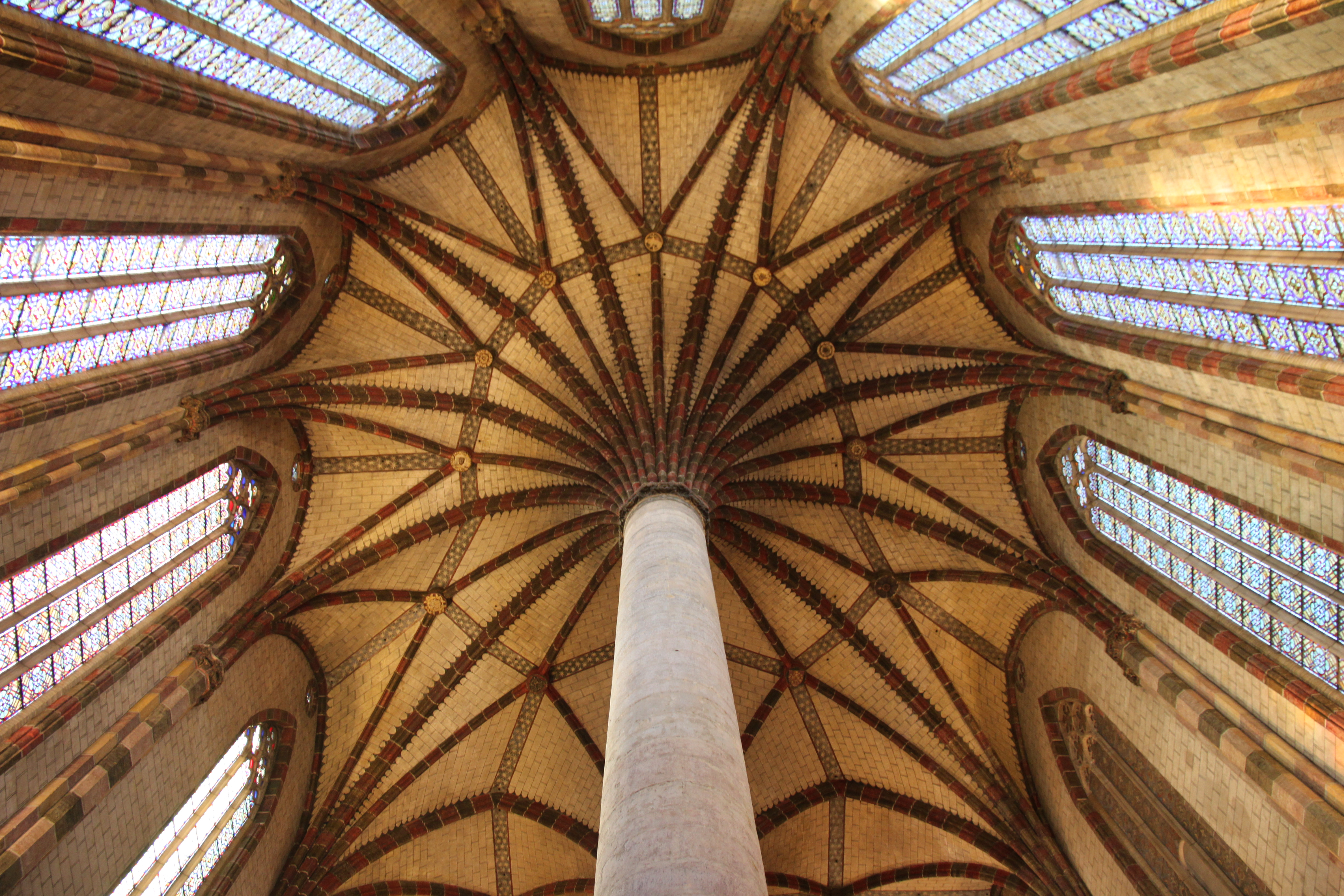
Le "palmier" des Jacobins (XIIIe siècle).
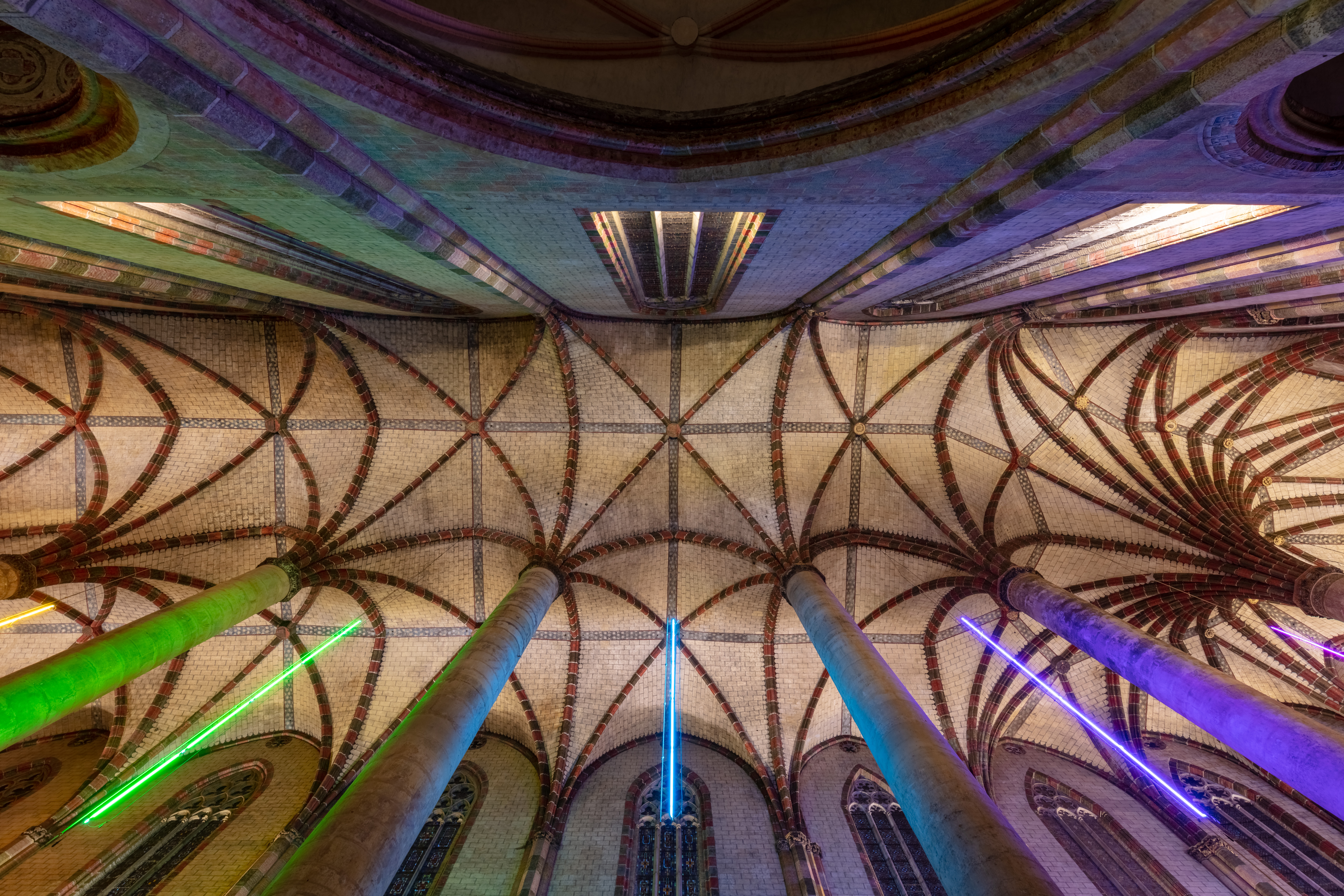
La voûte de l'église.
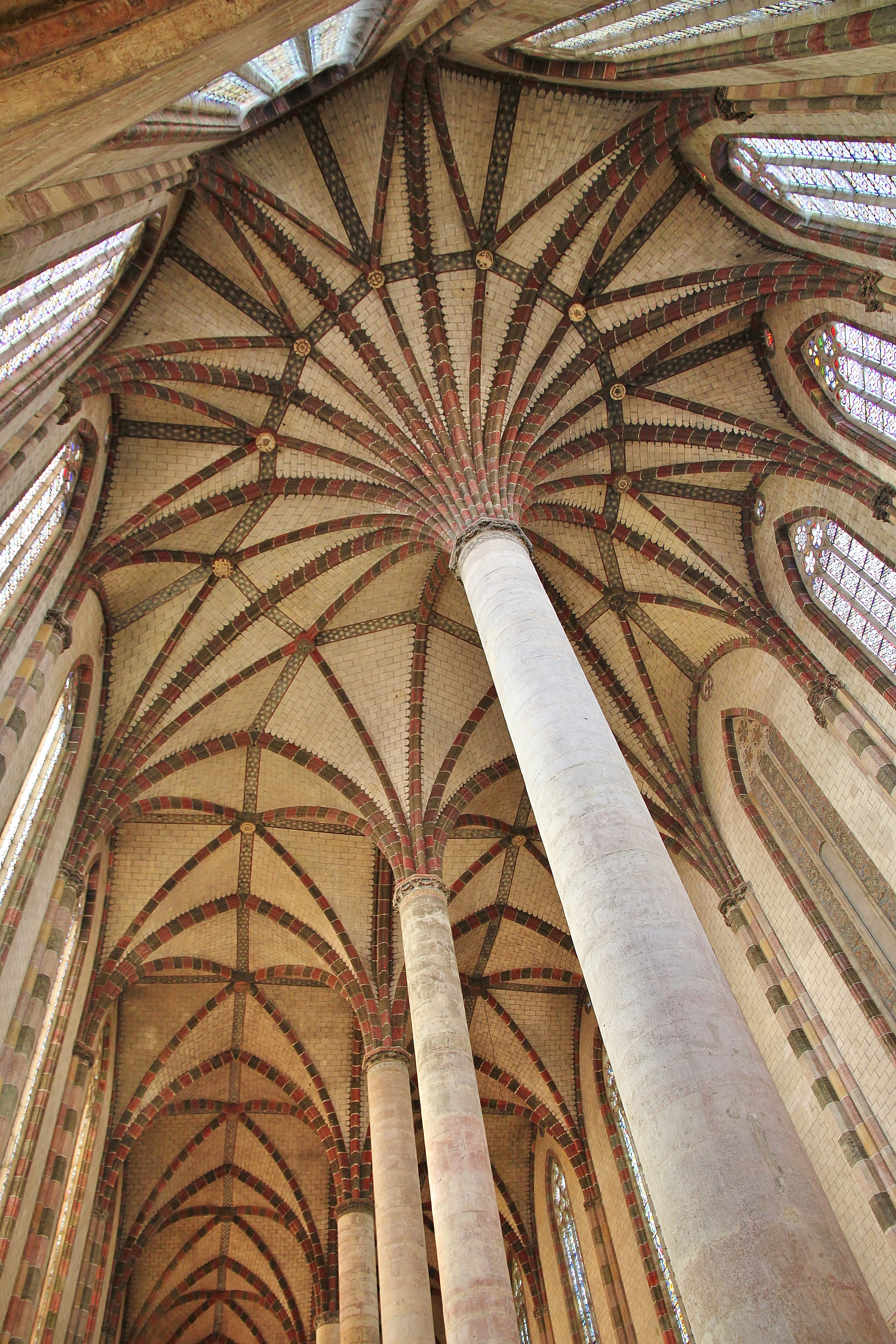
La voûte et le palmier.
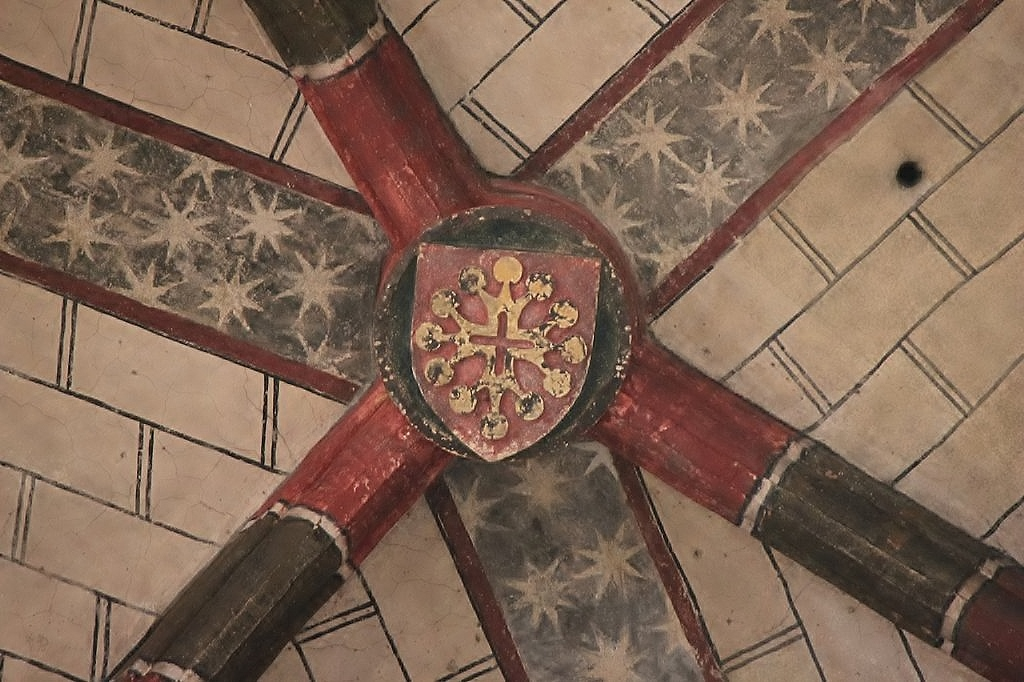
Clé de voûte.
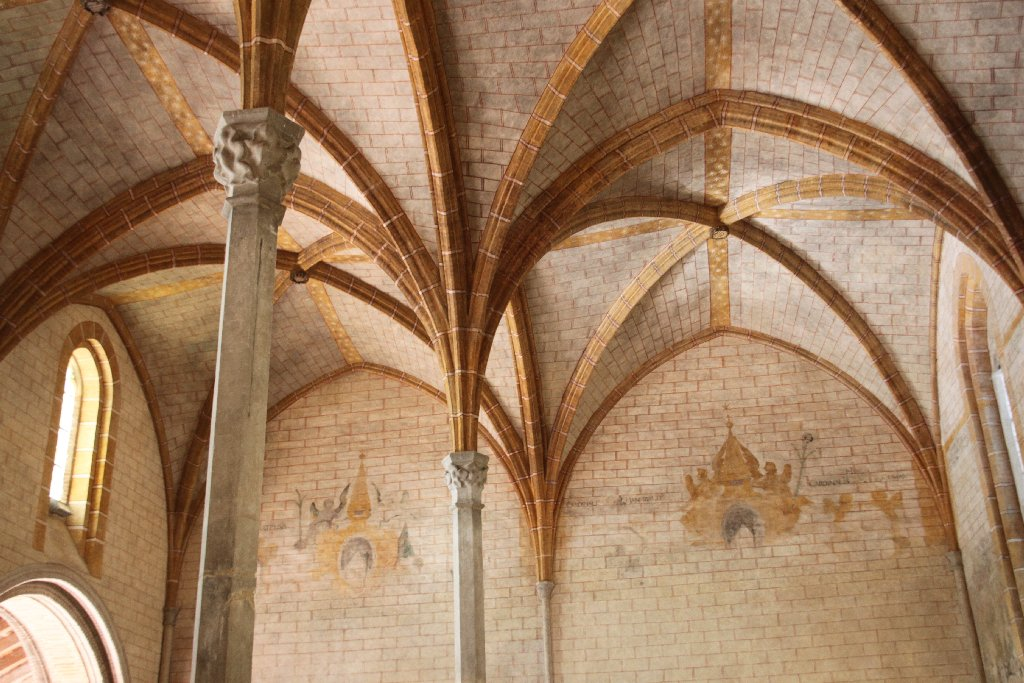
La salle capitulaire.
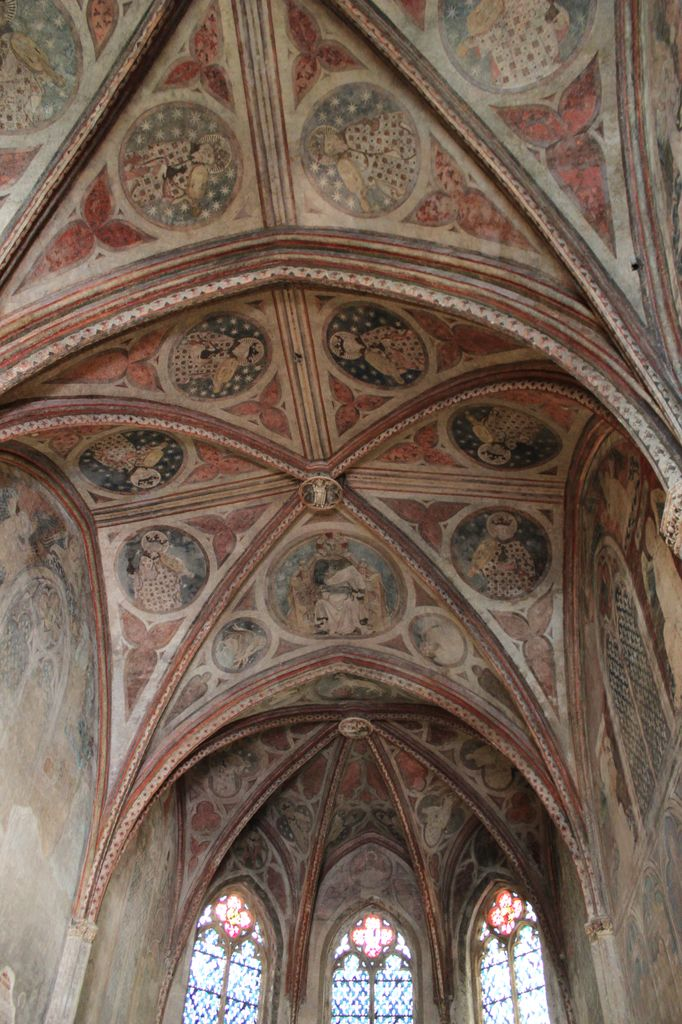
La chapelle Saint-Antonin.
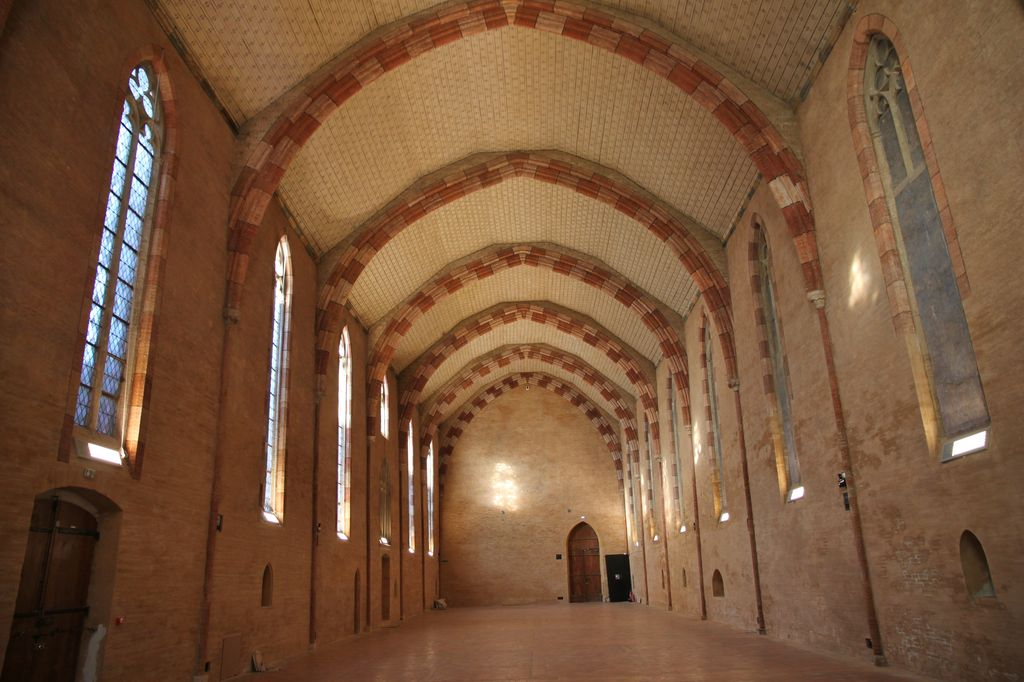
Le réfectoire.